# Goba (Unternehmen)
Die Goba AG, bis 2013 Mineralquelle Gontenbad AG, liegt beim Weiler Gontenbad im politischen Bezirk Gonten oberhalb oder westlich von Appenzell. Sie bezeichnet sich selbst als Goba, Mineralquelle und Manufaktur. Anfang März 2022 übernahm die F.G. Pfister Beteiligungen, die zur F.G. Pfister Holding gehört (siehe Möbel Pfister), 90 Prozent der Goba-Aktien.

## Badebetrieb
Seit mindestens 1576 wird in Gonten mineralhaltiges, aus einem Hochmoor stammendes Quellwasser zum Baden und Trinken genutzt. Als der Bäderbetrieb im 18. und 19. Jahrhundert seinen Höhepunkt erreichte, wurden entsprechende Bäderanlagen für die Gäste eingerichtet. Die Homepage des Bezirks Gonten erwähnt den Jakobsbrunnen (1515 m ü. M.) (benannt nach dem Hl. Jakob) am Nordhang des Kronbergs, westlich der Kapelle St. Jakob (1450 m), nach dem auch der Ortsteil Jakobsbad seinen Namen hat. Bis zum Ersten Weltkrieg herrschte dort ein lebhafter Badebetrieb.

## Getränkefirma

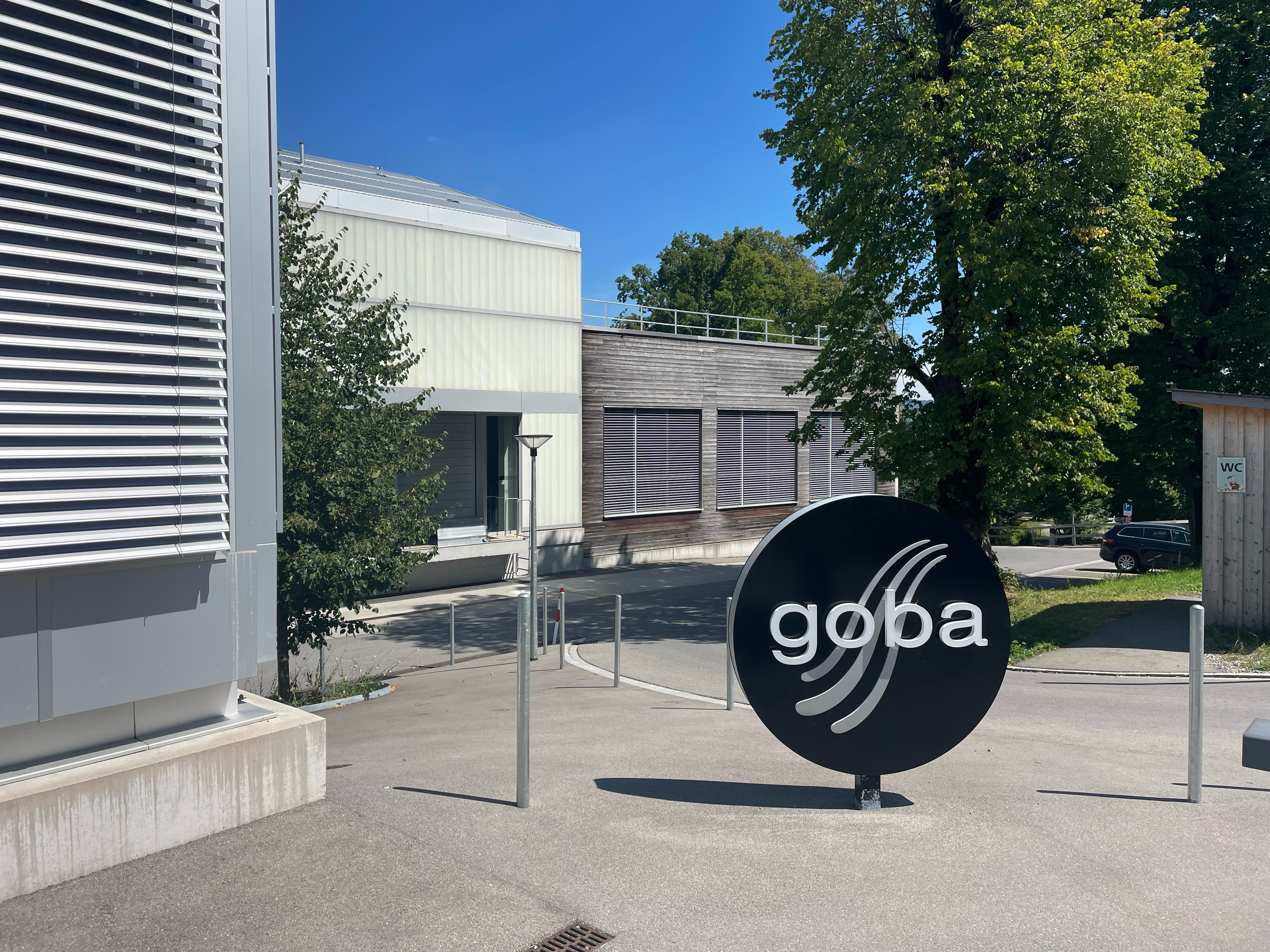
Logo der Goba in Gontenbad

1930 wurde von Josef Schmidiger erstmals Limonade, die mit Gontener Mineralwasser produziert worden war, in Flaschen abgefüllt. Daraus entwickelte sich ein kleines Unternehmen, das den regionalen Handel und die Gastronomie mit Mineralwasser und Limonaden belieferte. 1956 trat Josef Manser-Schmidiger ins Unternehmen ein, und 1968 wurde die Aktiengesellschaft Mineralquelle Gontenbad AG mit Sitz in Gonten im Kanton Appenzell Innerrhoden gegründet und im Handelsregister eingetragen. 1996 wurden neue Quellfassungen erstellt.
1999 übernahm Gabriela Manser als Quereinsteigerin (vorher pädagogisch tätig) die Führung des elterlichen Betriebes. Der Umsatz stieg unter ihrer Führung innert 6 Jahren von 2,2 auf 10 Millionen Schweizer Franken, die Mitarbeiterzahl von 9 auf 24. Ab 2007 waren es rund 30 Mitarbeitende; im Jahr 2022 73. Nach dem Verkauf der Goba AG an eine Beteiligungsgesellschaft im Jahr 2022 hält Gabriela Manser noch 10 Prozent der Aktien. Im Jahre 2005 wurde Gabriela Manser als Veuve Clicquot Business Woman of the Year ausgezeichnet.
Ursprünglich als GOBA (Gontenbad) vermarktet, wird das Mineralwasser heute als Appenzeller Mineralwasser verkauft. 

### Produkte
Neben dem Mineralwasser werden auch Limonaden (Citro, Grapefruit und Orange), Blütenquell-Spezialitäten (insbesondere Flauder) sowie das Goba Cola und Eistees hergestellt.